# Kasserine
Kasserine (arabe : القصرين  [qæsˤrin] soit « deux palais »), est une ville située au centre-ouest de la Tunisie ; elle est le chef-lieu du gouvernorat du même nom.
La population atteint 83 534 habitants en 2014.

## Géographie

### Situation
Kasserine est située dans le centre-ouest de la Tunisie. La ville se trouve à 200 kilomètres à l'ouest de Sfax, 246 kilomètres au sud-ouest de Tunis et 166 kilomètres au sud-ouest de Sousse.
|                 | Foussana  |                |
| Fériana         | Kasserine | Sbeïtla        |
| Majel Bel Abbès |           | Hassi El Ferid |

### Topographie

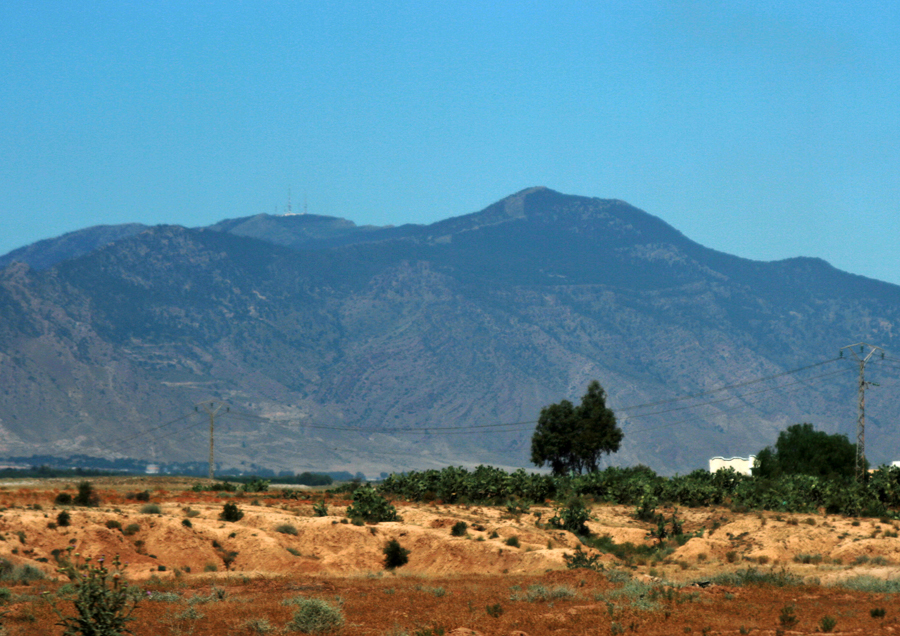
Vue du djebel Chambi.

Située à une altitude supérieure à 656 mètres, la ville est entourée par trois montagnes : les djebels Chambi à l'ouest (point culminant de la Tunisie à 1 544 mètres), Semmama au nord (1 314 mètres) et Essalloum à l'est (1 373 mètres).

### Hydrographie
Kasserine est traversée par plusieurs oueds dont les plus importants sont les oueds Eddarb, Andlou et El Hatab. Le barrage romain de Kasserine, construit par les Romains, se trouve sur l'oued Eddarb. Haut de dix mètres, long de 152 mètres, il portait à son sommet une sorte de route de 4,90 mètres de large et n'était percé à sa base que d'une ouverture de deux mètres pour le passage des eaux. Le barrage ne servait pas seulement à l'alimentation en eau, mais en partie à la retenue d'alluvions et à la formation de surfaces de terre arable dans les lits des oueds.

### Quartiers
La ville de Kasserine est divisée en plusieurs quartiers :
- El Arich
- Cité Ennour
- Cité Essalem
- Ezzouhour
- Cité El Bassatine
- Cité El Fath
- Cité El Karma
- Cité El Khadhra
- Cité El Manar
- Cité Olympique
- Cité Zouhour

### Climat
Le climat de Kasserine est froid en hiver et chaud en été, particulièrement de la mi-juillet à la mi-août.
| Mois                              | jan. | fév. | mars | avril | mai  | juin | jui. | août | sep. | oct. | nov. | déc. | année |
| --------------------------------- | ---- | ---- | ---- | ----- | ---- | ---- | ---- | ---- | ---- | ---- | ---- | ---- | ----- |
| Température minimale moyenne (°C) | 1,4  | 1,8  | 3,4  | 5,9   | 10,5 | 15   | 17,7 | 17,5 | 14,3 | 10   | 5    | 2,6  | 8,8   |
| Température moyenne (°C)          | 7,2  | 8,4  | 10,4 | 13,3  | 18   | 23,1 | 26,2 | 26   | 22,3 | 17,3 | 12   | 8,2  | 16,1  |
| Température maximale moyenne (°C) | 11,3 | 12,4 | 14,8 | 18,5  | 24,5 | 30,6 | 34,6 | 33,5 | 28   | 21,9 | 15,7 | 12,5 | 21,5  |
| Précipitations (mm)               | 52,5 | 48,3 | 55,1 | 44,8  | 35,5 | 24,7 | 9,4  | 18,4 | 38,9 | 47,7 | 47,5 | 54,5 | 477,3 |

| Diagramme climatique                                  |             |             |             |              |            |             |              |            |            |           |             |
| J                                                     | F           | M           | A           | M            | J          | J           | A            | S          | O          | N         | D           |
| 11,31,452,5                                           | 12,41,848,3 | 14,83,455,1 | 18,55,944,8 | 24,510,535,5 | 30,61524,7 | 34,617,79,4 | 33,517,518,4 | 2814,338,9 | 21,91047,7 | 15,7547,5 | 12,52,654,5 |
| Moyennes : • Temp. maxi et mini °C • Précipitation mm |             |             |             |              |            |             |              |            |            |           |             |

## Histoire

### Antiquité
Kasserine compte parmi les rares villes anciennes qui doit sa célébrité au rôle stratégique, politique et économique qu'elle a joué dans l'Antiquité.
Connue sous le nom de Cilium ou de Scilli sous l'Empire romain, la cité est édifiée vers l'an 80, sous le règne de l'empereur Vespasien, fondateur de la dynastie des Flaviens. Depuis, elle a su conserver en son sein quelques vestiges qui témoignent du développement et de la stabilité qu'elle a connus aux époques romaine puis byzantine.
Les principaux sites historiques qui datent de ces périodes sont un forum, un arc de triomphe bâti en l'honneur de l'empereur romain Septime Sévère, un capitole, un théâtre, plusieurs maisons, une église paléochrétienne, un fort byzantin ainsi que deux mausolées, le mausolée des Flavii et le mausolée des Petronii.

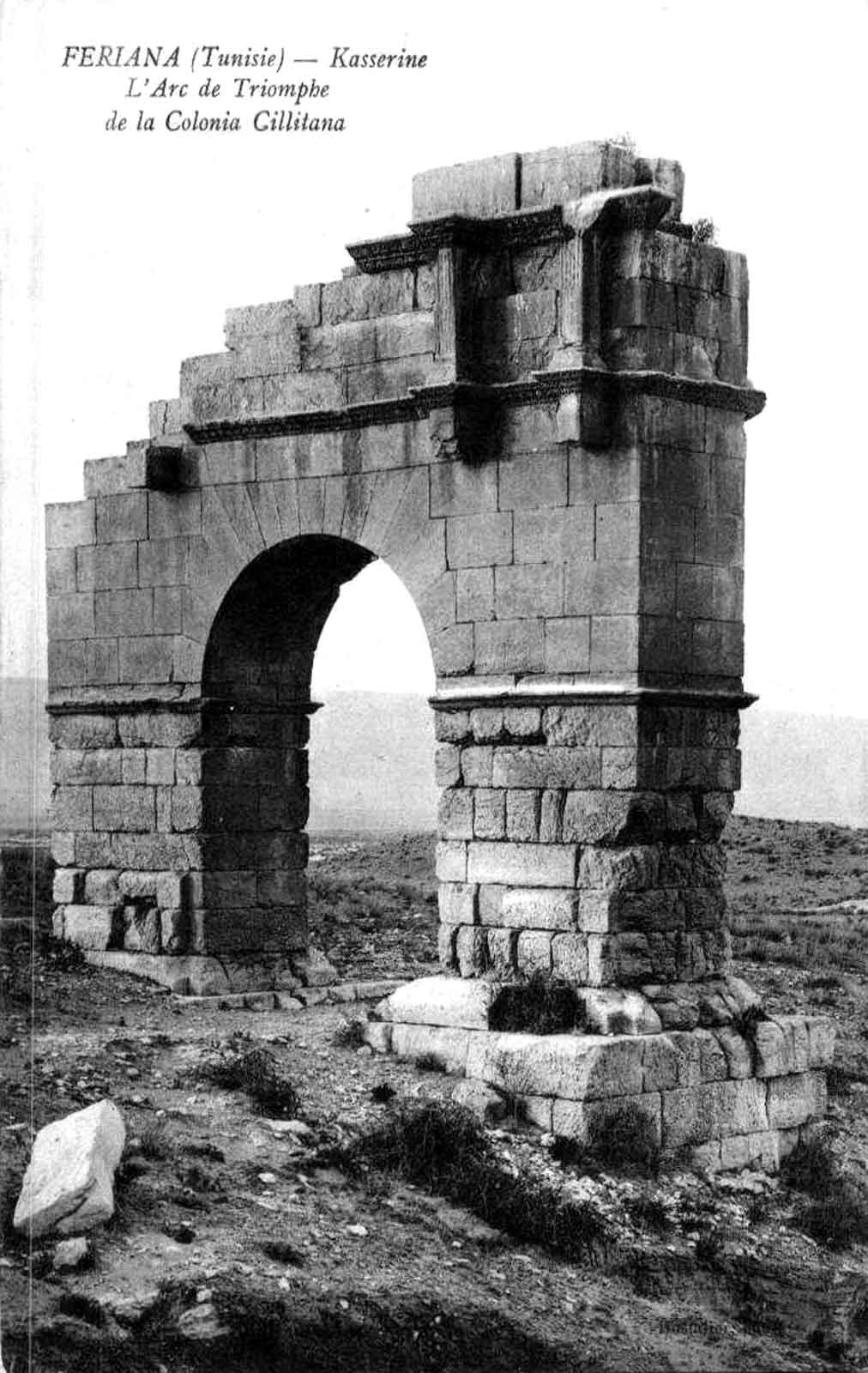
Arc de triomphe de la Colonia Cillilana.

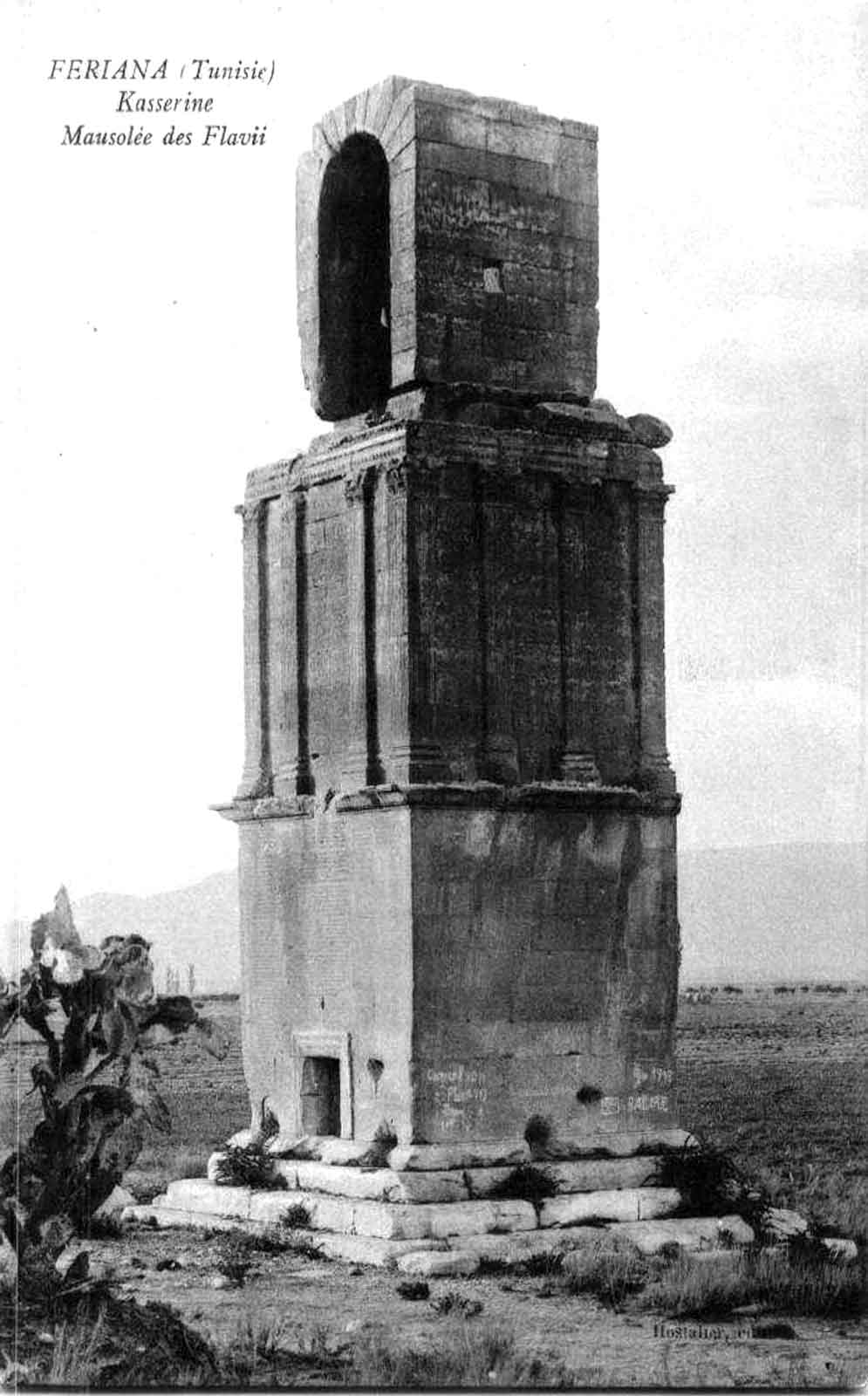
Mausolée des Flavii.

Le mausolée des Flavii est construit au milieu du IIe siècle par Titus Flavius Secundus en l'honneur et à la mémoire de son père ; il témoigne aussi de sa pietas. Les Flavii sont la famille d'un vétéran établi à Cillium, une cité devenue prospère grâce à la culture viticole pratiquée dans les environs et à la création de canaux d'irrigation. Le mausolée est constitué de trois étages en un mélange de styles architecturaux punique, hellénistique et libyen. L'épigraphe est quant à elle d'une grande importance puisque y figure un long poème en vers latin et des prières grecques traitant de l'incertitude de la vie après la mort et des certitudes à propos de la fonction de ce bâtiment. La lecture de ces vers n'est pas aisée, d'où la difficulté de leur traduction : 
« La vie est bien courte et ses moments s'enfuient, nos jours arrachés passent comme une heure brève, nos corps mortels sont attirés au fond des terres élyséennes par Lachésis la malveillante acharnée à couper l'écheveau de nos vies, voici pourtant qu'a été inventée l'image, procédé séduisant ; grâce à elle, les êtres sont prolongés pour la suite du temps, car la mémoire, rendue moins éphémère, les recueille et garde en elle bien des souvenirs : les inscriptions sont faites pour que perdurent les années […] Qui pourrait désormais s'arrêter là sans ressentir de vertueux élans, qui n'admirerait ce chef-d'œuvre, qui, en voyant cette profusion de richesses, ne resterait confondu devant les immenses ressources qui permettent de lancer ce monument dans les souffles de l'éther. »
Les premiers Européens à avoir copié cette épitaphe sont les médecins du bey, Gabriel de Mendoza et Joseph Carrillo, en 1722, mais ils interpolent l'inscription avant de la transmettre à Francisco Ximenez de Santa Cathalina qui, en 1724, visite les lieux lui-même et fait une transcription assez correcte de l'inscription sans être intégrale.
Le mausolée des Petronii est construit vers 230 à la mémoire de la famille Petronii par M. Petronius Fortunatus, un vétéran né en 155, centurion dans treize légions, dont la III Gallica, la III Augusta et la II Parthica, qui participa sans doute à la campagne orientale de Septime Sévère en 199. Les inscriptions sur le mausolée font connaître le centurion et retrace sa carrière militaire entre 175 et 220, date à laquelle il reçoit son honesta missio, un diplôme délivré aux soldats qui atteste la fin de leur service. Le mausolée est qualifié de memoria ; c'est surtout à la période chrétienne que le terme est utilisé dans ce sens. Certains proposent de le traduire par « mémorial » à tort car ce mot désigne un cénotaphe vide de tout corps. Il ne subsiste de nos jours que deux pans de murs. Ses dimensions et les restes de son décor architectural permettent de supposer qu'il offrait une composition architecturale comparable au mausolée des Flavii.
Le nom actuel de la ville trouve son origine dans l'existence de ces deux mausolées, Kasserine signifiant en arabe « les deux châteaux ».

### Moyen Âge
Au Ve siècle, Kasserine est le lieu de prédilection de saint Augustin. Celui-ci y fait construire un monastère, où le gouverneur Solomon trouve la mort en 544, après la désastreuse bataille de Cillium contre le chef berbère Antalas. Solomon avait succédé à Bélisaire dans le gouvernement de l'Afrique sous l'Empire byzantin, avant d'être titré Patrice, et a joué un rôle important dans les guerres contre les Vandales et les rebelles berbères.
Les sources et les historiens ne mentionnent aucun fait, ni évènement relatif aux périodes qui suivent la conquête islamique, la ville ayant été occultée à partir de la fin de l'ère byzantine.

### Époque contemporaine

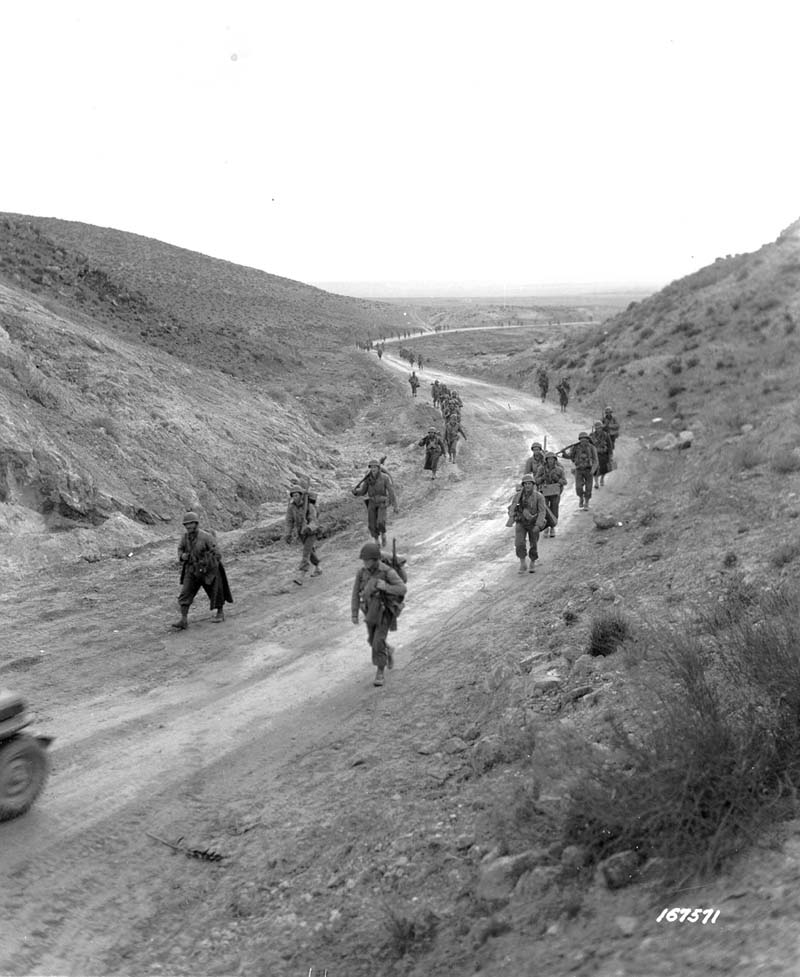
Second bataillon du 16e régiment d'infanterie de l'armée américaine marchant à travers la passe de Kasserine en direction de Kasserine et Fériana.

À l'époque contemporaine, Kasserine porte une histoire particulière de lutte et de révoltes. En 1864, dans un contexte d'augmentation de la mejba, les tribus sortent d'une perspective strictement locale et se lient avec d'autres tribus pour organiser une révolte. Les premières populations à se révolter sont les tribus de l'intérieur du pays, à savoir les Mejer et les Fraichiches de Kasserine, Sbeïtla, Jilma, Thala et Tajerouine, les Jlass et les Ousseltia de la région de Kairouan, les Ouled Ayar de la région de Makthar et les Hemamma de la région de Sidi Bouzid. Ces mouvements, désordonnés dans un premier temps, se coordonnent et portent Ali Ben Ghedhahem, cheikh des Majer de Thala, à la tête du mouvement de révolte. En avril 1864, constatant l'ampleur de la révolte, Sadok Bey annonce qu'il renonce au doublement de la mejba.
Kasserine joue également un rôle décisif lors des combats de la bataille de Kasserine, au cours de la Seconde Guerre mondiale : les Alliés s'y font infliger une défaite par les forces germano-italiennes de l'Axe.
De 1952 à 1954, la lutte des fellagas participe à précipiter la fin du protectorat français.
En 1984, la ville est touchée par le soulèvement des « émeutes du pain » ainsi que lors de la révolution de 2011, où plus d'une cinquantaine de personnes sont tuées par les forces de l'ordre. De nouvelles émeutes liées aux frustrations économiques éclatent en janvier 2016, puis en décembre 2018.

## Politique et administration

### Municipalité
La municipalité de Kasserine est fondée en 1947, tandis que le premier conseil municipal tunisien est constitué peu après l'indépendance, le 31 mai 1957
| Ville     | Ennahdha | Nidaa Tounes | Courant démocrate | Front populaire | Autres partis | Listes indépendantes | Total | Maire élu              |
| --------- | -------- | ------------ | ----------------- | --------------- | ------------- | -------------------- | ----- | ---------------------- |
| Ville     |          |              |                   |                 |               |                      | Total | Maire élu              |
| Kasserine | 6        | 6            | 3                 | 2               | 1             | 6                    | 24    | Mohamed Kamel Hamzaoui |

### Administration
La municipalité de Kasserine s'étend sur 12 km2 et comporte trois arrondissements (Kasserine, Cité Ennour et Ezzouhour) qui font partie de deux délégations : Kasserine Nord et Ezzouhour.
Avec le décret du 3 décembre 2015, la cité Ennour et Ezzouhour deviennent une municipalité distincte.

## Culture

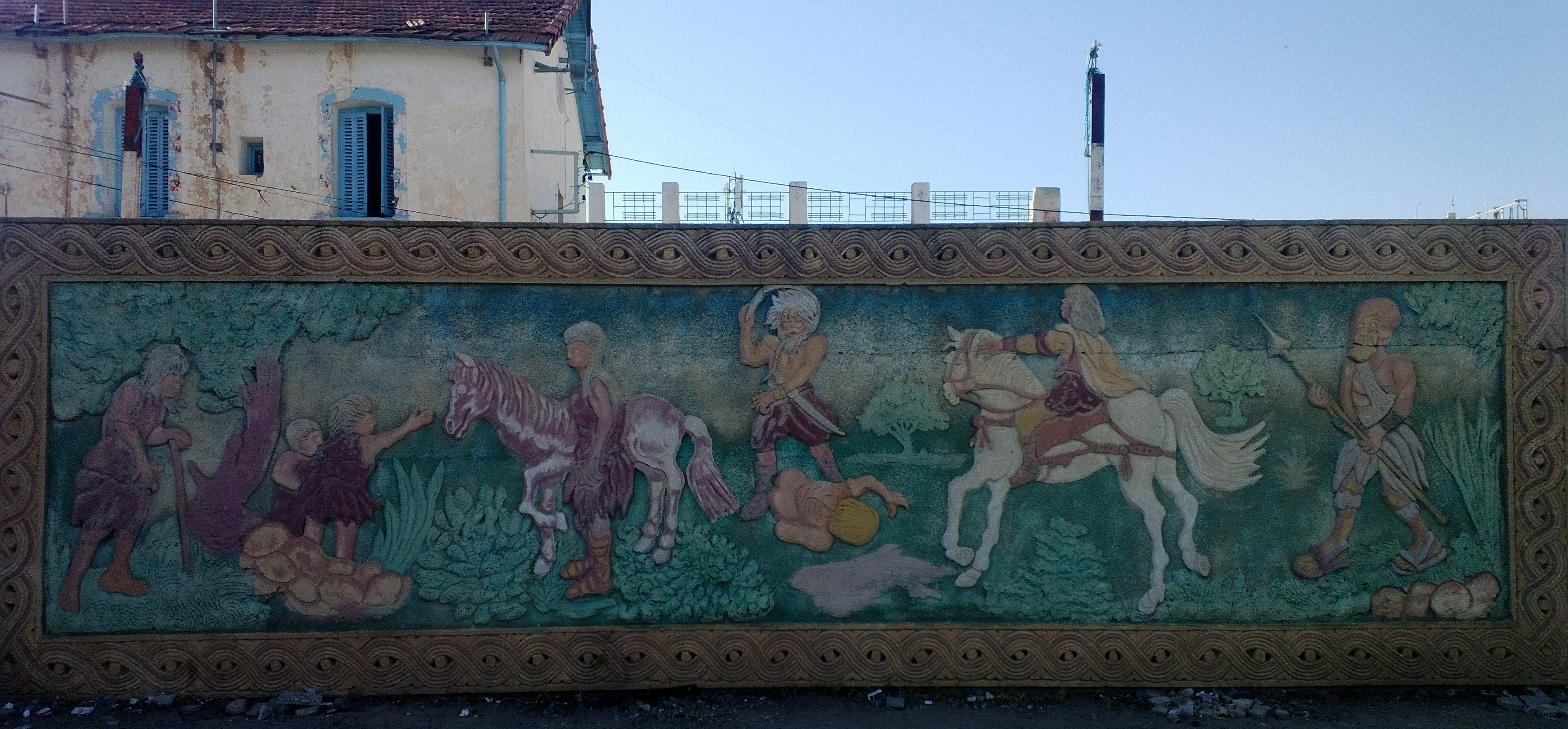
Arts dans la ville de Kasserine.

Il existe de nombreuses manifestations culturelles et artistiques propre à la ville de Kasserine, notamment les zarda. Il s'agit de spectacles traditionnels locaux ayant un caractère liturgique et folklorique, organisés en l'honneur d'un saint protecteur d'une manière spontanée et sans intervention de l'autorité publique. Elles ont souvent un caractère socio-économique dans la mesure où elles drainent un public nombreux. La zarda de Sidi Bou Saada, située dans la zone d'El Arich à Kasserine, est l'une des plus connues de la ville.
Outre les zarda, il existe d'autres manifestations culturelles, notamment le Festival national de l'alfa. Cette plante faisant vivre plus de 6 000 familles à Kasserine, celle-ci tient donc une place importante dans la société kasserinoise. Le festival est organisé à l'initiative de l'Office national de l'artisanat, en collaboration avec l'Agence nationale de mise en valeur du patrimoine et de la promotion culturelle et la Société nationale de cellulose et de papier alfa.
Parmi les personnalités locales, on peut citer l'humoriste et chanteur El Pasteur.

## Éducation
La ville abrite trois établissements universitaires que sont l'Institut supérieur des arts et métiers, fondé en 2004 et comptant 388 étudiants en 2013, l'Institut supérieur des études technologiques, fondé la même année, et l'Institut supérieur des sciences appliquées et de technologie, fondé en 2012.

## Économie
Bien que l'agriculture soit la principale activité économique de Kasserine, l'industrie n'en est pas pour autant absente. En effet, l'industrie dans la région se base essentiellement sur l'exploitation et la transformation de matières premières abondantes, telles que l'alfa, le marbre et l'argile. Ainsi, briqueteries, marbreries, huileries et une usine de transformation de l'alfa (établie dès l'indépendance) se sont implantées ; l'implantation de 19 unités de confection sous-traitantes du groupe Benetton a permis la diversification des activités et a conféré plus de dynamisme au secteur.
Le secteur de l'artisanat est très développé puisqu'il occupe 15 000 artisans qui créent des produits spécifiques, notamment les produits à base d'alfa, les tapis berbères, etc. Ce secteur a été encouragé par l'essor du tourisme culturel et écologique dans le gouvernorat, bien que celui-ci soit relativement faible dans la ville de Kasserine.
Kasserine est une ville défavorisée, frappée par le chômage et la pauvreté. Le chômage touche au moins 43 % des jeunes de 18 à 34 ans.

## Transports

### Transport en commun
La ville de Kasserine est reliée aux villes environnantes par un réseau de bus, de louages et de taxis qui ne cesse de se développer afin d'assurer la fluidité de la circulation des personnes. La Société nationale de transport interurbain garantit deux liaisons par jour, durant toute la semaine, avec Tunis, via Kairouan ou Le Kef. Quant à la Société régionale de transport de Kasserine, elle assure les liaisons avec Le Kef, Kairouan, Sousse, Sfax et Gafsa. Les louages desservent les lignes pour Kairouan, Tunis, Gafsa, Gabès, Sfax, Le Kef et Sousse. Il existe également un important réseau de taxis provinciaux appelé Nakel Rifi ; ce sont des camionnettes de fortune transformées en microbus qui font office de relais entre la ville et les villages avoisinants.

### Transport ferroviaire
Kasserine est desservie par une ligne de chemin de fer, construite en 1940 par l'État français, qui présentait autrefois un intérêt stratégique. Offrant une connexion vers les principales villes du pays, telles que Tunis, Sousse et Sfax mais aussi Métlaoui, elle est principalement destinée au transport de marchandises et de matières premières, le temps des voyages étant relativement long pour le transport de passagers.

## Sport
La ville possède plusieurs clubs sportifs dont un club de football, l'Avenir sportif de Kasserine (ASK) fondé en 1948, un club de basket-ball, le Stade sportif de Kasserine fondé en 1987, et cinq clubs de boxe anglaise (club militaire, maison des jeunes, ASK, Chaambi et Zouhour).
Kasserine compte par ailleurs deux stades de football, un terrain de basket-ball, un gymnase municipal, une salle de lutte et de boxe anglaise.